# 福田幸弘
福田 幸弘（ふくだ ゆきひろ、1924年12月3日 - 1988年12月23日）は、日本の政治家。大蔵官僚。参議院議員（1期）。位階は正四位。勲等は勲二等。

## 略歴
- 1924年 熊本県人吉市生まれ[2]。
- 福岡県中学明善校卒業[2]。
- 1944年 海軍経理学校卒業（34期）。レイテ沖海戦に参加[2]。最終階級は海軍主計中尉。
- 1950年11月 司法試験第二次試験合格[1]
- 1951年10月 国家公務員試験法律職合格[1]
- 1952年3月 東京大学法学部法律学科卒業後、大蔵省入省（主税局配属[1]）[2]。
- 1953年9月 公認会計士試験第二次試験合格[1]
- 1954年3月 主税局調査課[1]
- 1954年7月 関東財務局管財部管財課[1]
- 1955年4月 関東財務局金融検査官、理財部金融課[1]
- 1956年7月 国税庁長官官房人事課[1]
その後、主計局主計官補佐、外務省在カナダ大使館一等書記官、主税局税制第三課長、主税局税制第二課長、主税局税制第一課長、主税局総務課長などを務める。
- 1976年6月 福岡国税局長
- 1977年6月 大臣官房審議官（主税局担当）[3]
- 1980年6月 日本銀行政策委員会大蔵省代表委員
- 1981年6月 大蔵省主税局長
- 1982年6月 国税庁長官
- 1986年7月 第14回参議院議員通常選挙福岡県選挙区に自由民主党から立候補し、初当選
- 議員在職中の1988年12月23日、急性心不全のため、関東逓信病院で死去した[2]。64歳没。死没日付をもって従七位から追陞され従四位に、さらに翌1989年1月10日に特旨を以て位を一級追陞され、死没日付に遡り正四位勲二等に叙され、瑞宝章を追贈された[4]。哀悼演説は翌1989年2月10日、参議院本会議で安永英雄により行われた[2]。福田の死去に伴う欠員補充の補欠選挙は、1989年2月12日に行われ、自民党は後継候補に元農林水産省官僚の合馬敬を擁立したが、日本社会党公認の渕上貞雄に敗れ、議席を継承できなかった。

## 人物
著書に『カナダ経済の旅』、『連合艦隊 - サイパン・レイテ海戦記』があり、後者は秦郁彦から「第一級の史書」という評価を受けた。
映画ファンで、大蔵省の広報誌『ファイナンス』で映画評を連載したり、日本文藝家協会会員でもあった。